# Condado de Ransom
El condado de Ransom (en inglés: Ransom County, North Dakota), fundado en 1873, es uno de los 53 condados del estado estadounidense de Dakota del Norte. En el año 2000 tenía una población de 5890 habitantes y una densidad poblacional de 3 personas por km². La sede del condado es Lakota. 
Fue establecido el 4 de enero de 1873 y legalizado el 4 de abril de 1881.

## Geografía
Según la Oficina del Censo, el condado tiene un área total de 2238 km² (864,1 mi²), de la cual 2235 km² (862,9 mi²) es tierra y 3 km² (1,2 mi²) es agua.

### Condados adyacentes
- Condado de Cass (noreste)
- Condado de Richland (este)
- Condado de Sargent (sur)
- Condado de Dickey (suroeste)
- Condado de LaMoure (oeste)
- Condado de Barnes (noroeste)

### Áreas Nacional protegida
- Sheyenne pradera nacional (parte)

## Demografía
En el 2000 la renta per cápita promedia del condado era de $37 672, y el ingreso promedio para una familia era de $44 865. El ingreso per cápita para el condado era de $18 219. En 2000 los hombres tenían un ingreso per cápita de $35 023 versus $18 772 para las mujeres. Alrededor del 8.80% de la población estaba bajo el umbral de pobreza nacional.
| 1880 | 1890 | 1900 | 1910   | 1920   | 1930   | 1940   | 1950 | 1960 | 1970 | 1980 | 1990 | 2000 | Est. 2009 |
| ---- | ---- | ---- | ------ | ------ | ------ | ------ | ---- | ---- | ---- | ---- | ---- | ---- | --------- |
| 537  | 5393 | 6919 | 10 345 | 10 618 | 10 983 | 10 061 | 8876 | 8078 | 7102 | 6698 | 5921 | 5890 | 5500      |

## Mayores autopistas
- Carretera de Dakota del Norte 27
- Carretera de Dakota del Norte 32
- Carretera de Dakota del Norte 46

## Lugares

### Ciudades
- Elliott
- Enderlin
- Fort Ransom
- Lisbon
- Sheldon

Nota: todas las comunidades incorporadas en Dakota del Norte se les llama "ciudades" independientemente de su tamaño

### Municipios
| - Municipio de Aliceton - Municipio de Alleghany - Municipio de Bale - Municipio de Big Bend - Municipio de Casey - Municipio de Coburn - Municipio de Elliott - Municipio de Fort Ransom - Municipio de Greene | - Municipio de Hanson - Municipio de Island Park - Municipio de Isley - Municipio de Liberty - Municipio de Moore - Municipio de Northland - Municipio de Owego - Municipio de Preston | - Municipio de Rosemeade - Municipio de Sandoun - Municipio de Scoville - Municipio de Shenford - Municipio de Springer - Municipio de Sydna - Municipio de Tuller |